# Emanuele Gaudiano
Emanuele Gaudiano (Matera, 30 giugno 1986) è un cavaliere italiano.
Nel 2016 ha partecipato ai Giochi olimpici di Rio de Janeiro nel salto ostacoli, concludendo la gara in sessantasettesima posizione, venendo eliminato nelle qualificazioni.
Ha partecipato a due Campionati mondiali di equitazione nel 2014 e nel 2018, e a tre Campionati europei di salto ostacoli, ottenendo come miglior risultato il settimo posto nel salto a squadre agli Europei 2013 di Herning, in Danimarca.
Nel 2015 ha vinto il Gran Premio di Coppa del Mondo a Londra, una delle tappe valide ai fini della FEI World Cup, ed ha inoltre ottenuto diversi podi nel circuito del Global Champions Tour.
Nel 2021 ha partecipato ai Giochi olimpici di Tokyo nel salto ostacoli, concludendo la gara in quarantasettesima posizione, venendo eliminato nelle qualificazioni.